# Cēsu (bier)
Cēsu is een Lets biermerk. Het bier wordt gebrouwen in brouwerij Cēsu Alus in Cēsis. 

## Varianten
- Premium, blonde lager met een alcoholpercentage van 5,2%
- Premium Amber, amberkleurig bier met een alcoholpercentage van 5,2%
- Nefiltrētais Pint, blond ongefilterd bier met een alcoholpercentage van 5,4%
- Nefiltrētais Griku, blond ongefilterd boekweitbier met een alcoholpercentage van 5%
- Nefiltrētais Lēnalus, blond ongefilterd bier met een alcoholpercentage van 5,6%
- Special Pint, blond bier met een alcoholpercentage van 5,2%
- Light, blond bier met een alcoholpercentage van 4,2%
- Porteris, bruin bier, type Baltische porter, met een alcoholpercentage van 5,8%
- Radler, blond bier gemixt met citroensap, met een alcoholpercentage van 2,5%